# Test di personalità
Il test di personalità, detto anche test di prestazione tipica o test non cognitivo, è uno strumento di misurazione che si propone di definire il profilo della personalità del soggetto che vi si sottopone.
Tali test possono misurare un solo aspetto della personalità (test "monofasici") o più dimensioni contemporaneamente (test "multifasici"). Solitamente il grado di attendibilità e di validità di questi strumenti è stabilito attraverso tecniche di valutazione standardizzata ed è indicato nel manuale del test stesso.

## Principali test psicologici di personalità
I test di personalità vengono solitamente suddivisi in due grandi gruppi: i "test psicologici obiettivi" ed i "test psicologici proiettivi".

### Test obiettivi di personalità
I test obiettivi più noti sono per lo più di origine statunitense. Sono noti anche come test strutturati, in quanto sono caratterizzati dal fatto che al soggetto vengono presentati stimoli strutturati e univoci. Lo stimolo consiste in domande a risposta singola, multipla o, più frequentemente, il soggetto deve indicare il proprio grado di adesione secondo una gradazione in scala Likert. La obiettività del test consiste nel fatto che l'assegnazione dei punteggi (siglatura o scoring) è stabilita nel manuale in modo rigido. L'interpretazione dei risultati, tuttavia, richiede la conoscenza delle dinamiche psicologiche e della teoria alla base del test, per cui la stesura del referto richiede abilità e contiene comunque un margine di arbitrarietà. Questi - indicati in ordine alfabetico di sigla - sono i più noti ed utilizzati nella pratica clinica:
- 15FQ+: Fifteen Factor Questionnaire Plus
- 16PF: Cattell Sixteen Personality Factors Test
- ACL: Adjective Check List
- BFQ: Big Five Questionnaire
- CBA: Cognitive Behavioural Assessment
- CPI: California Psychological Inventory
- CPS: Comrey Personality Scales
- DiSC-PPS: Personal Profile System
- EPPS: Edwards Personal Preference Schedule
- EPI (o EPQ): Eysenck Personality Inventory (o Questionnaire)
- GPP e GPI: Gordon Personal Profile e/o Gordon Personal Inventory
- GZTS: Guilford-Zimmerman Temperament Survey
- HPI: Hogan Personality Inventory
- ITAPI-G: Italia Personality Inventory
- JPI-R: Jackson Personality Inventory
- JTI: Jung Type Indicator
- MBTI: Myers Briggs Type Indicator
- MCMI-III: Millon Clinical Multiaxial Inventory
- MMPI: Minnesota Multiphasic Personality Inventory
- MPQ: Tellegen's Multidimensional Personality Questionnaire
- OPP: Occupational Personality Profile
- SESAMO: Sexrelation Evaluation Schedule Assessment Monitoring
- SF: Seven Factors
- SFPQ: Six Factor Personality Questionnaire
- TCI: Cloninger's Temperament and Character Inventory

Un caso particolare è rappresentato dall'Itapi, un test di personalità sviluppato attraverso criteri di tipo open source.

### Test proiettivi di personalità
I test proiettivi (o reattivi) si propongono di cogliere i processi spontanei del soggetto. Mentre i test obiettivi misurano la deviazione del soggetto rispetto alla media, i test proiettivi ne esplorano il vissuto psichico individuale. Al soggetto vengono sottoposte situazioni-stimolo ambigue (non strutturate o parzialmente strutturate) alle quali egli risponde in funzione del significato psicologico personale. I test proiettivi, quindi, consentono di delineare indirettamente le caratteristiche strutturali della vita psichica e delle dinamiche cognitive ed affettive del soggetto.
Tra i più noti test proiettivi vi sono il Rorschach e il TAT.
Il Test di Rorschach rappresenta un tipo di test proiettivo strutturale (ovvero basato sull'elicitazione di contenuti interni del soggetto, in base all'appercezione di una struttura formalmente ambigua), ed ha conosciuto un'ampia diffusione in tutto il mondo. Il suo uso è prevalentemente clinico-psicopatologico, e ne esistono differenti sistemi interpretativi.
Il TAT, o Thematic Apperception Test, è invece un test proiettivo tematico (ovvero, basato sull'elicitazione dei contenuti interni in base alla presentazione di "scene tematiche" ben riconoscibili, ma sufficientemente ambigue da permettere al soggetto di interpretarle e leggerle in base a criteri personali).
Anche se il Rorschach e il TAT sono i due test proiettivi più studiati e diffusi, esistono comunque molti altri tipi di test proiettivi, usati in vari ambiti psicologici (clinici o personologici). Questi - indicati in ordine alfabetico - sono i più noti ed utilizzati:
- Disegno della Famiglia (Louis Corman)
- Objective Relation Technique - ORT o Tecnica delle Relazioni Oggettuali (H. Phillipson)
- Patte-Noire (Louis Corman)
- Reattivo di realizzazione grafica di E. Wartegg (WZT)
- Rosenzweig Picture Frustration Study (S. Rosenzweig)
- Test della Figura Umana (Machover)
- Test del Villaggio (H. Arthus)
- Test o Reattivo dell'albero (K. Koch)

## I metodi d'indagine della personalità in psicologia
La personalità rappresenta forse la variabile psicologica caratterizzata dal maggior grado di complessità, poiché richiama simultaneamente elementi propri del pensiero, dei processi di apprendimento, della sfera emotiva, della motivazione, della percezione, etc.
La valutazione della personalità può avvenire sia in contesti di tipo clinico e terapeutico, sia in contesti organizzativi. Ovviamente al variare della finalità della valutazione varieranno gli strumenti adoperati per costruirla.
Nell'ambito clinico, emergono strumenti di valutazione soggettivi, come per esempio il test Rorschach, oppure il Test di appercezione tematica, maggiormente orientato all'approfondimento delle dinamiche motivazionali. In maniera complementare in ambito clinico sono largamente adoperati strumenti oggettivi per la valutazione della personalità, tra i quali emerge per importanza l'MMPI.
Per quanto riguarda la testistica adoperata nei contesti organizzativi, per lo più durante i processi di selezione del personale, emerge il 16PF di Cattell per la semplicità di compilazione e per la completezza del dato in output, tra l'altro adoperabile anche in contesti di tipo clinico. Ad introdurre il 16 PF forma C in Italia, curandone la traduzione e la standardizzazione furono Silvio Graziadio Cusin e Marcello Novaga. In particolare S.G. Cusin fu il primo ad introdurre il test nella selezione del personale presso la Pirelli.Oltre al 16PF emerge per chiarezza, semplicità e sintesi il Big Five Questionnaire, questionario basato sulla teoria dei cinque grandi fattori. In entrambi i contesti, sia clinico che organizzativo, emerge l'importanza del colloquio, oltre che dei test soggettivi ed oggettivi, per una corretta valutazione della personalità. Il colloquio infatti riveste un duplice scopo:
1. Costruire l'alleanza di lavoro necessaria per la somministrazione di eventuali successivi test.
2. Valutare, stimolando un cambiamento della personalità stessa.

Per la gestione efficace di una relazione consulente-cliente, è possibile fare riferimento agli elementi identificati da Carl Rogers che stimolano un cambiamento nella personalità del cliente: la congruenza, l'accettazione incondizionata e l'empatia.

### L'utilizzo dei test di personalità nei processi di selezione e valutazione del personale
Le variabili disposizionali della personalità sono state spesso oggetto di valutazioni discordanti, relativamente alla previsione e alla diagnosi del comportamento organizzativo. Si sottolinea come i tratti, dopo un primo periodo in cui si sono, forse esageratamente, utilizzati per la previsione del successo organizzativo, intorno agli anni sessanta e nei primi anni settanta siano stati messi in discussione insieme alla nozione stessa di "disposizione personale". Durante questa fase di incertezza, Mischel (1968) ha argomentato numerose perplessità sulla effettiva consistenza del costrutto di personalità, e sulla sua capacità di predire le azioni degli individui.
Negli ultimi 15 anni si è invece assistito ad una riabilitazione della psicologia della personalità, e con essa anche parzialmente alla sua valutazione in termini di tratti, anche nei contesti organizzativi. Uno dei motivi di questo rilancio disciplinare si identifica nell'emergenza di un modello della struttura della personalità unitario e condiviso, come quello fornito dalla teoria dei Big Five.